# بالاخره پیدات کردم
«بالاخره پیدات کردم» (به انگلیسی: Finally Found You) تک‌آهنگی از هنرمند اهل اسپانیا انریکه ایگلسیاس، است که در ۲۰ سپتامبر ۲۰۱۲ منتشر شد. این تک‌آهنگ در آلبوم هوس + عشق قرار داشت.
این تک‌آهنگ در چارت‌های در رتبه اول و در چارت‌های ، جزو ده ترانه اول قرار گرفت.